# Karol Rogawski
Karol Rogawski, též Franciszek Karol Rogawski (25. ledna 1820 Ruské impérium – 27. listopadu 1888 Ołpiny), byl rakouský archeolog a politik polské národnosti z Haliče, v 2. polovině 19. století poslanec Říšské rady.

## Biografie
Narodil se v ruském záboru Polska, kde jeho otec byl statkářem a úředníkem posledního polského krále. V mládí přesídlil do Krakova, kde také absolvoval Jagellonskou univerzitu. Krakov v té době tvořil samostatný stát (Svobodné město Krakov). V roce 1838 se jako student podílel na politických nepokojích a odešel pak do Haliče, kde zakoupil statek a věnoval se jeho správě. V roce 1846 se ovšem podílel na krakovském povstání. Byl tajemníkem provizorní vlády, později tajemníkem krakovského povstaleckého diktátora Jana Tyssowského. Po porážce povstání utekl do Paříže. V roce 1848 se díky amnestici císaře Ferdinanda. Do politického dění během revolučního roku 1848 se ale nezapojil a žil na svém statku v haličském Ołpiny. Zabýval se studiem dějin a archeologií. Publikoval v odborných periodikách. Byl členem učené společnosti v Krakově.
Po obnovení ústavní vlády se zapojil do politiky. Od května 1861 byl poslancem Haličského zemského sněmu za kurii venkovských obcí, obvod Gorlice a Biecz. Zemský sněm ho roku 1861 delegoval i do Říšské rady (tehdy ještě volené nepřímo) za Halič (kurie venkovských obcí). 27. května 1861 složil slib. K ztrátě mandátu došlo roku 1864. K roku 1861 se uvádí jako statkář, bytem v Ołpiny. V Říšské radě nepatřil mezi výrazné řečníky, ale upoutal pozornost jako první člen parlamentu, na kterém byla v praxi aplikována zásada poslanecké imunity. 31. srpna 1863 totiž byla v jeho bytě provedena z rozhodnutí lvovského zemského soudu prohlídka a 5. září 1863 byl zatčen pro účast na tzv. lednovém polském povstání roku 1863. 17. září požádala Říšská rada o jeho propuštění, ke kterému došlo během několika dnů. Poté, co ale skončilo zasedání sněmovny, byl znovu zatčen, nyní coby již nechráněný mandátem. Ještě v roce 1863 pak byl ve vězení v Krakově. Celá kauza byla sledována dobovým tiskem.
V únoru 1867 byl opět zvolen do Haličského zemského sněmu, nyní za obvod Jaslo, a zemský sněm ho roku 1867 opět delegoval do Říšské rady. Rezignoval v roce 1869 během přestávky mezi IV. a V. zasedáním sněmovny.